# Sant Joan de Vilatorrada
Sant Joan de Vilatorrada è un comune spagnolo di 9 336 abitanti situato nella comunità autonoma della Catalogna.